# AAポルトゥゲーザ (サンパウロ州)
AAポルトゥゲーザ (ポルトガル語: Associação Atlética Portuguesa) 、通称ポルトゥゲーザ・サンチスタ (Portuguesa Santista) は、ブラジル・サンパウロ州サントスを本拠地とするサッカークラブである。ブラジルには同名のクラブが複数存在するため、ポルトゥゲーザ・サンチスタと呼ばれることが多い。

## 歴史
1917年11月20日設立。
1964年にはカンピオナート・パウリスタ（サンパウロ州選手権）2部で優勝。
1997年にはカンピオナート・ブラジレイロ・セリエCに初参戦したが、ファーストフェーズで敗退。
ブラジル代表のネイマールが、かつてユース時代に所属していたこともある。

## タイトル
- カンピオナート・パウリスタ・セリエA2 : 1回
  - 1964

## 歴代監督
- セルジーニョ・シュラッパ 1999, 2008
- ムリシ・ラマーリョ 2000
- ペペ 2002-2003, 2003

## 歴代所属選手
- セルジーニョ・シュラッパ 1991
- マルシオ・サントス 2004-2006